# Gynoplistia arthuriana
Gynoplistia arthuriana là một loài ruồi trong họ Limoniidae. Chúng phân bố ở miền Australasia.